# Галицька районна рада
Галицька райо́нна ра́да — районна рада Івано-Франківської області.